# Powerwolf

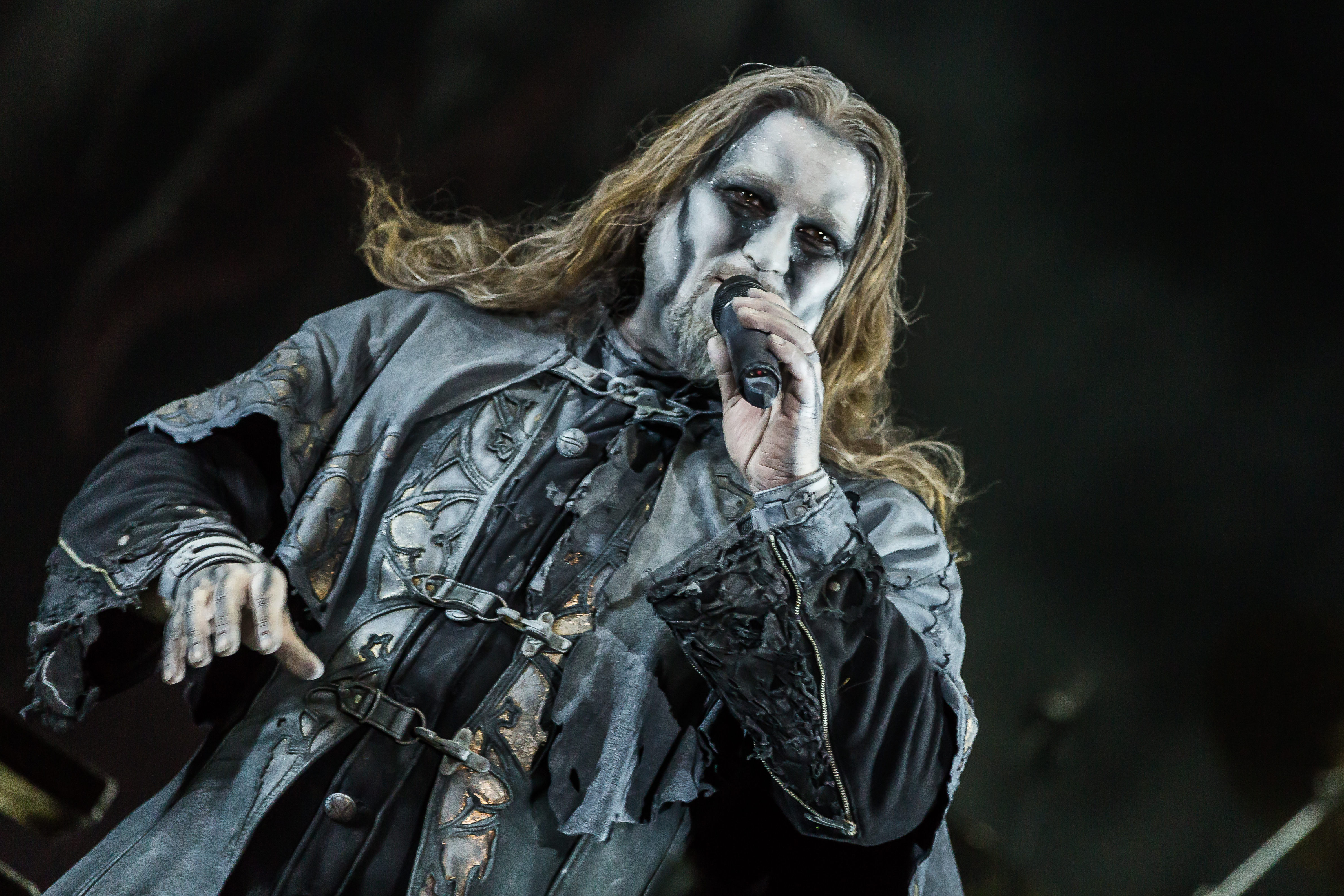
"Attila Dorn" tại Rockharz Open Air 2018

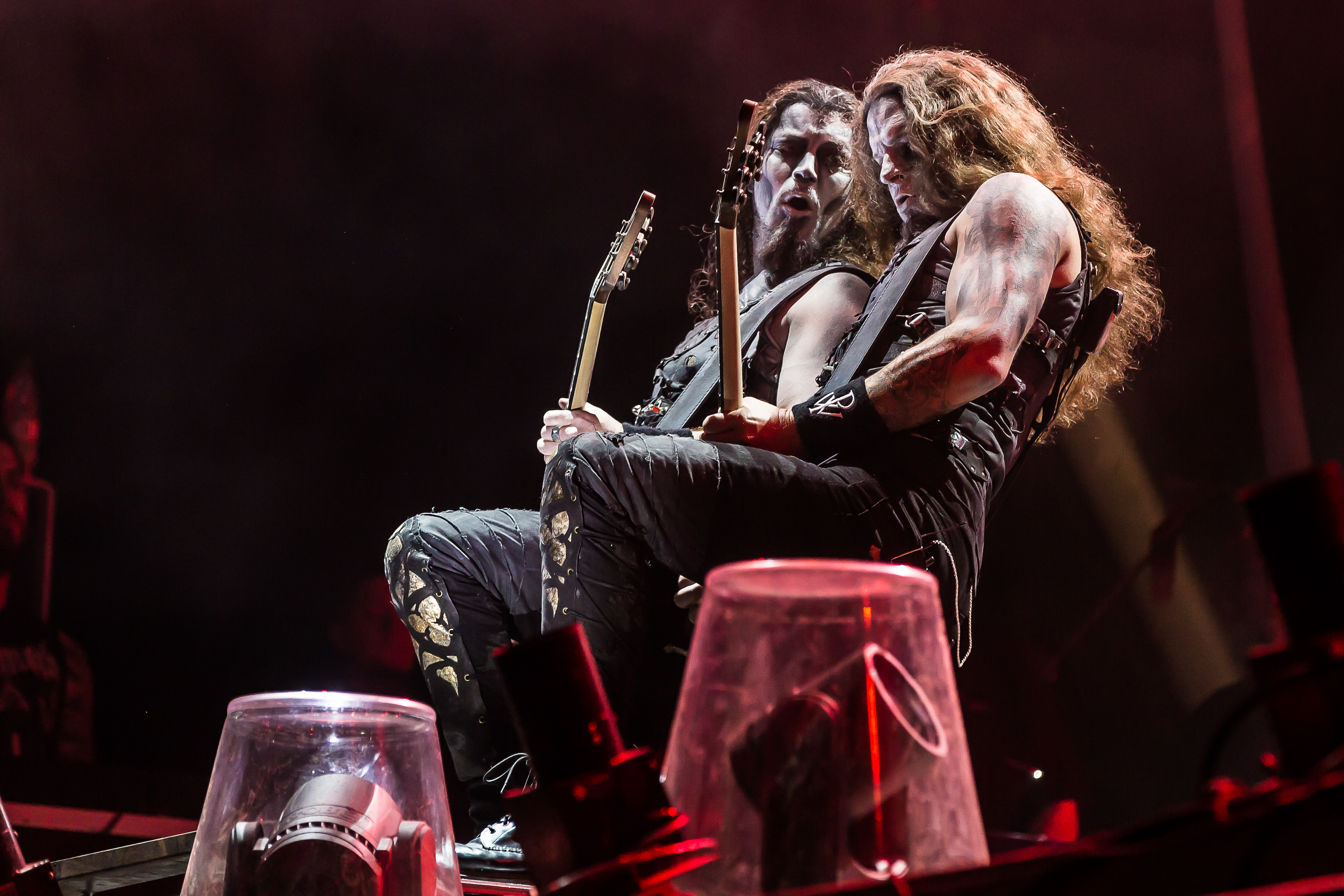
"Matthew" và "Charles Greywolf" tại Rockharz Open Air 2018

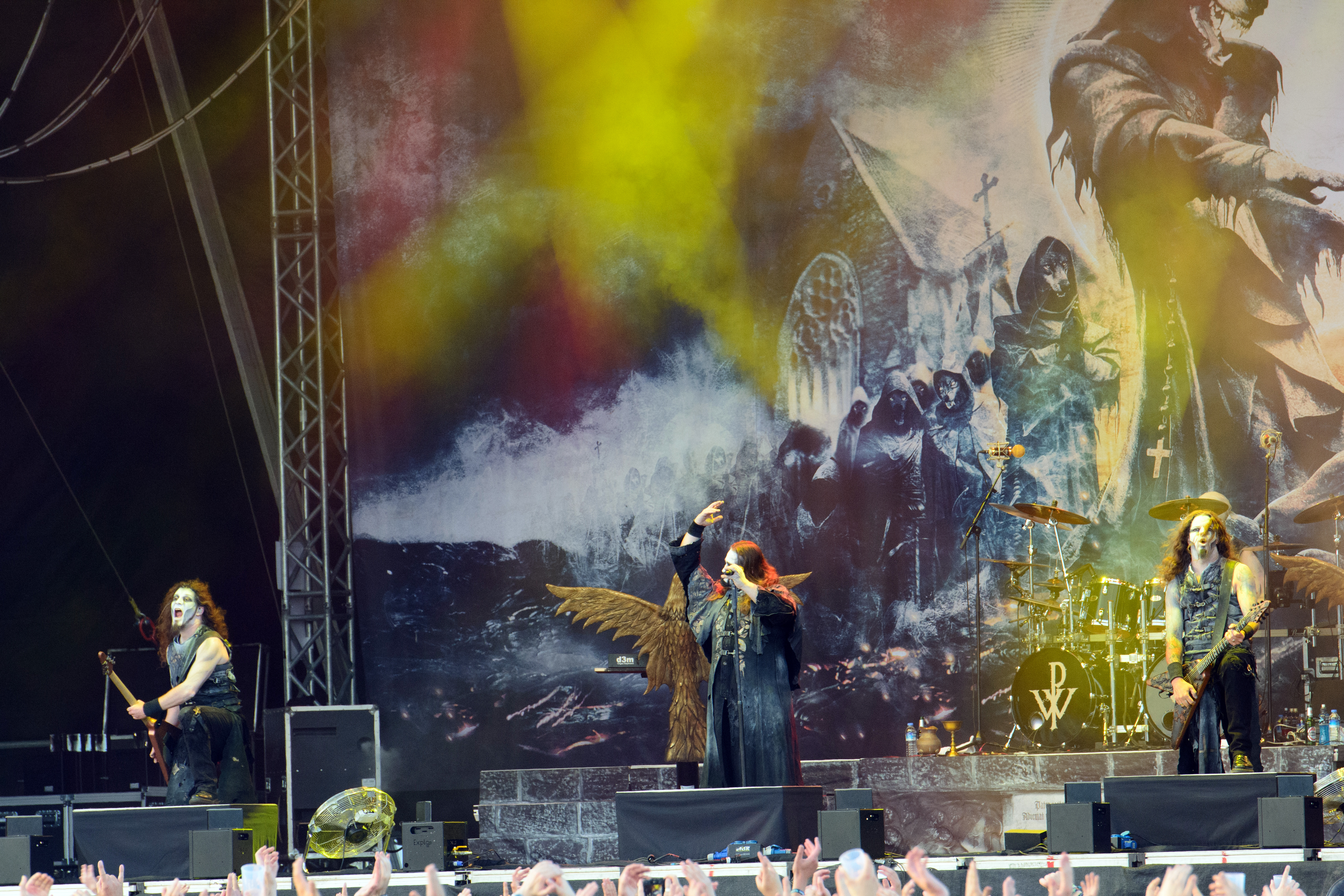
Powerwolf biểu diễn tại Elbriot, Đức năm 2016

Powerwolf là một ban nhạc power metal Đức được thành lập vào năm 2003 bởi David Vogt và Benjamin Buss (nghệ danh lần lượt là Charles và Matthew Greywolf). Nhóm sử dụng các chủ đề và hình ảnh đen tối, mang tính âm điệu và trữ tình, không những trái ngược với loại nhạc power metal truyền thống, ban nhạc còn dùng kiểu trang điểm đen trắng, các sáng tác và các ca khúc mang phong cách gothic về người sói Transylvanian và truyền thuyết ma cà rồng.

## Các thành viên

### Hiện tại
- Benjamin "Matthew Greywolf" Buss - guitar chính (2003 - hiện tại)
- David "Charles Greywolf" Vogt - rhythm guitar, studio bas (2003 - hiện tại)
- Falk Maria Schlegel - keyboards (2003 - hiện tại)
- Karsten "Attila Dorn" Brill - hát chính (2003 - hiện tại)
- Roel van Helden - trống (2011 - hiện tại)

### Trước đây
- Stéfane Funèename (tên thật Stefan Gemballa) - trống (2003 - 2010)
- Tom Diener - trống (2010 - 2011)

### Live
- Markus Pohl - rhythm guitar (2016 - hiện tại)
- Fabian Schwarz - rhythm guitar (2012)

## Danh sách đĩa hát
- Return in Bloodred (2005)
- Lupus Dei (2007)
- Bible of the Beast (2009)
- Blood of the Saints (2011)
- Preachers of the Night (2013)
- Blessed & Possessed (2015)
- The Sacrament of Sin (2018)[1]
- Metallum Nostrum (2019, cover album originally released as a bonus disc to Blessed & Possessed)
- Call of the Wild (2021)
- Interludium (2023)
- Wake Up the Wicked (2024)

### EPs
- Wolfsnächte 2012 - Tour EP (2012)
- The Rockhard Sacrament (2013)
- Wolfsnächte 2015 - Tour EP (2015)

### Bản ghi trực tiếp
- Alive in the Night (2012)
- The Metal Mass Live (2016)
- Preaching at the Breeze (2017)

### Video âm nhạc
- "We Drink Your Blood" (2011)
- "Sanctified with Dynamite" (2012)
- "Amen & Attack" (2013)
- "Army of the Night" (2015)
- "Demons Are a Girl's Best Friend" (2018)
- "Fire & Forgive" (2018)
- "Killers With The Cross" (2018)
- "Incense & Iron" (2018)
- "The Sacrament Of Sin" (2018)
- "Stossgebet" (2018)
- "Where The Wild Wolves Have Gone" (2018)